# Benacazón
Benacazón é um município da Espanha, na província de Sevilha, comunidade autónoma da Andaluzia. Tem 32,16 km² de área e em 2021 tinha 7 322 habitantes (densidade: 227,7 hab./km²). Pertence à comarca de Aljarafe, limitando com os municípios de Sanlúcar la Mayor, Huévar del Aljarafe, Umbrete, Aznalcazar e Bollullos de la Mitación.